# Sławomir Samardakiewicz
Sławomir Samardakiewicz – polski biolog, dr hab. nauk biologicznych, adiunkt i kierownik Wydziałowej Pracowni Mikroskopii Elektronowej i Konfokalnej Wydziału Biologii Uniwersytetu im. Adama Mickiewicza w Poznaniu.

## Życiorys
17 listopada 2000 obronił pracę doktorską Strukturowe i funkcjonalne efekty oddziaływania ołowiu na korzenie, 23 września 2016 habilitował się na podstawie oceny dorobku naukowego i pracy zatytułowanej Efekt oddziaływania wybranych stresorów na strukturę komórek różnych gatunków roślin.
Objął funkcję adiunkta i kierownika w Wydziałowej Pracowni Mikroskopii Elektronowej i Konfokalnej na Wydziale Biologii Uniwersytetu im. Adama Mickiewicza w Poznaniu.

## Publikacje
- 1999: Metody wykrywania ołowiu w komórkach roślinnych[1]
- 2007: Variation in ultrastructure of chloroplasts of silver fir (Abies alba Mill.) saplings growing under the canopies of diverse tree species[1]
- 2007: Effects of mutualinteraction of Laccaria laccata with Trichoderma harzianum and T. virens on the morphology of microtubules and mitochondria[1]
- 2011: Involvement of Deg5 protease in wounding-related disposal of PsbF apoprotein[1]